# Nilakantha Sri Ram
De Indiër Nilakantha Sri Ram (16 december 1889 – 8 april 1973) was zowel op het gebied van de theosofie als inzake Indiase politiek een discipel van Annie Besant, wiens secretaris hij lange tijd was.
Hij was de zoon van Sri K.A. Nilakanta Sastri en broer van Rukmini Devi Arundale en de vader van Radha Burnier.
Naast zijn taak als 5e internationale president der Theosofische Vereniging was Sri Ram ook zeer actief in de Internationale Orde der Gemengde Vrijmetselarij.

## Werken
- An approach to reality (monografie) - 1961
- Consciousness, its Nature and Action
- The Human Interest
- Life of Sri Ramakrishna
- Life's Deeper Aspects
- Man, His Origins ans Evolution
- The Nature of our Seeking
- On the Watch Tower
- The Real Work of the Theosophical Society
- Seeking Wisdom
- A Theosophist Looks at the World
- Theosophy the Divine Wisdom
- Thoughts for Aspirants
- Thoughts for Aspirants second series
- The Way of Wisdom